# مشليفن (آيت يحيى)
مشليفن هو دُوَّار يقع بجماعة آيت يحيى، إقليم ميدلت، جهة درعة تافيلالت في المملكة المغربية. ينتمي الدوّار لمشيخة آيت يحيى التي تضم 5 دواوير. يقدر عدد سكانه بـ 541 نسمة حسب الإحصاء الرسمي للسكان والسكنى لسنة 2004.

## روابط خارجية
- البوابة الوطنية للجماعات الترابية نسخة محفوظة 12 مارس 2018 على موقع واي باك مشين.
- المندوبية السامية للتخطيط